# Hanoi Rocks
Hanoi Rocks és un grup de rock procedent de Finlàndia, el qual va aconseguir la seua màxima popularitat al començament dels anys 1980. Musicalment la banda està influenciada per grups com New York Dolls, The Stooges i els Rolling Stones, fusionant elements del blues, punk, heavy metal, garage rock i glam rock. D'acord amb el presentador finlandés Jone Nikula, la banda ha venut entre 780.000 i 1.000.000 de còpies dels seus àlbums a tot el món, però principalment a Escandinàvia i Japó.

## Discografia

### Àlbums
Formació original:
- Bangkok Shocks, Saigon Shakes, Hanoi Rocks - 1981
- Oriental Beat - 1982
- Self Destruction Blues - 1982
- Back to Mystery City - 1983
- Two Steps from the Move - 1984

Nova formació:
- Twelve Shots on the Rocks - 2002
- Another Hostile Takeover - 2005
- Street Poetry - 2007

### Senzills
- I Want You - 1980
- Dead by X-mas - 1981
- Desperados - 1981
- Tragedy - 1981
- Love's An Injection - 1982
- Motorvatin’ - 1982
- Malibu Beach - 1983
- Until I Get You - 1983
- Don't You Ever Leave Me - 1984
- Underwater World - 1984
- Up Round The Bend - 1984
- A Day Late, A Dollar Short - 2002
- In My Darkest Moment - 2002
- People Like Me - 2002
- Keep Our Fire Burning - 2004
- Fashion - 2007
- This one's for rock n'roll - 2007
- Teenage Revolution - 2008

### Recopilatoris
- Dim Sum - 1983
- Best Of Hanoi Rocks - 1985
- Dead By Christmas - 1986
- Million Miles Away - 1986
- The Collection - 1989
- Tracks From A Broken Dream - 1990
- Lean On Me - 1992
- Decadent Dangerous Delicious - 1998
- Hanoi Rocks 4-CD Box Set - 2001
- Kill City Kills - 2001
- Up Around the Bend...The Definitive Collection - 2004
- Lightning Bar Blues: The Albums 1981-1984 - 2005

### Videografia
- All Those Wasted Years - The Marquee Club
- TNT - The Nottingham Tapes - Nottingham Rock City